# Smerekowo
Smerekowo (ukr. Смереково) – wieś na Ukrainie, w obwodzie zakarpackim, w rejonie użhorodzkim, w hromadzie Dubrynyczi-Małyj Bereznyj. W 2001 liczyła 384 mieszkańców, spośród których 383 wskazało jako ojczysty język ukraiński, a 1 gagauski.